# BioForge
BioForge est un jeu vidéo d'action-aventure développé par Origin Systems et édité par Electronic Arts, sorti en 1995 sur DOS. 

## Histoire
Le joueur incarne un cyborg amnésique qui se réveille dans un laboratoire scientifique dévasté sur une planète inconnue.

## Système de jeu
Il doit récupérer des notes et des enregistrements pour reconstituer l'histoire. Le jeu est représenté à la troisième personne.

## Postérité
En 2010, le jeu est cité dans Les 1001 jeux vidéo auxquels il faut avoir joué dans sa vie.